# الدوري الجنوبي لكرة القدم 1946–47
الدوري الجنوبي لكرة القدم 1946–47 (بالإنجليزية: 1946–47 Southern Football League)‏ هو موسم من الدوري الجنوبي الممتاز. فاز فيه نادي غيلينغهام.